# Jacob Friedrich Reimmann

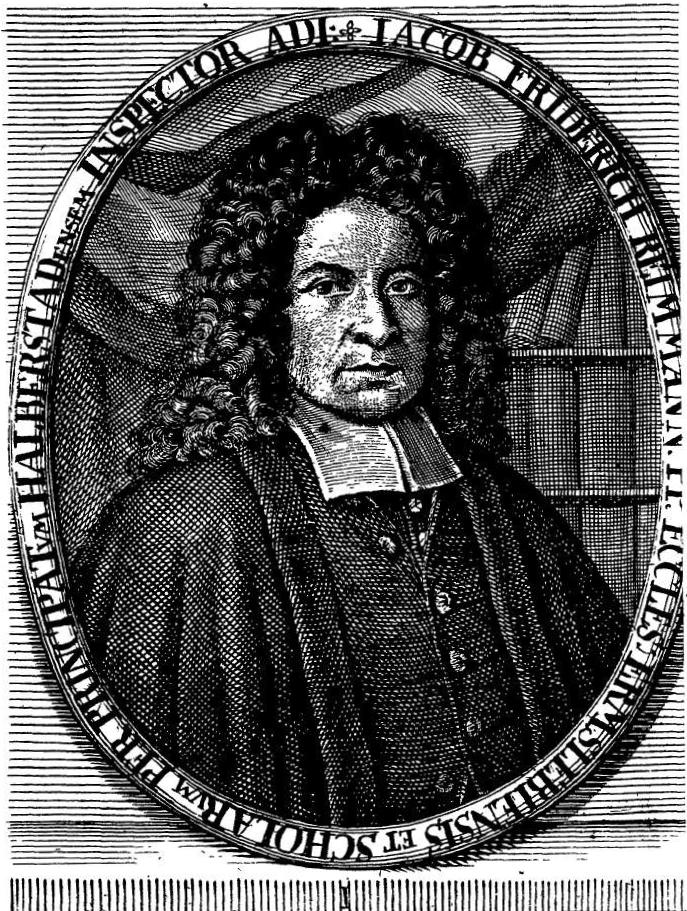
Jacob Friedrich Reimmann, um 1709

Jacob Friedrich Reimmann (* 22. Januar 1668 in Gröningen; † 1. Februar 1743 in Hildesheim) war ein deutscher lutherischer Theologe, Pädagoge, Historiker und Philosoph.

## Leben
Reimmann wurde als Sohn eines Lehrers  geboren. Nach dem Besuch der Gymnasien in Magdeburg, Eisleben und Altenburg begann er 1688 in Jena das Studium der Theologie und Philosophie. Ab 1692 war er als Rektor in Osterwiek und an der Martinischule in Halberstadt tätig.
Am 14. Februar 1693 heiratete er in der Dorfkirche St. Petri in Brumby Anna Margarethe Hävecker.
1704 wechselte er als Pfarrer nach Ermsleben. Dort war sein früherer Schüler Leonhard Christoph Rühl ab 1711 Hauslehrer seiner Kinder. Rühl veröffentlichte 1717 sein Schediasma historico-litterarium de doctis Reimmannis („Historisch-bibliographische Darstellung der gelehrten Reimmänner“), worin er Jacob Friedrich den Hauptteil widmete. 1714 ging Reimmann als Diakon und Domprediger nach Magdeburg. 1717 wurde Reimmann als Superintendent mit der Aufsicht über das Gymnasium Andreanum nach Hildesheim berufen.
Größere Bekanntheit erlangte Reimmann mit den sechs Bänden seines zwischen 1708 und 1713 veröffentlichten Versuchs einer Einleitung in die Historiam Literariam so wohl insgemein als auch derer Teutschen insonderheit. War Daniel Georg Morhofs Polyhistor noch auf Latein erschienen, so lag mit Reimmanns Sammlung eine erste deutschsprachige Historia Literaria vor: Ein Gang durch alle wichtigsten Schriften der Wissenschaften – Literatur im Wortsinn der Zeit. Reimmanns Werk war, die Fachkritik meidend, allein auf seinen Sohn zugeschnitten erschienen. Im Dialog mit dem Heranwachsenden werden die wichtigsten Titel jeder Wissenschaft genannt und kurz inhaltlich besprochen – ein offensichtlich für Kinder uninteressantes Buch, das umso interessanter für Studenten und Gelehrte war – es bot Zugriff auf zitierbare Ausgaben und ersparte im Extremfall den Gang in Bibliotheken; man konnte mit Reimmanns Bänden Fußnoten zu allen Fachgebieten ohne weitere Lektüre setzen. Berufskollegen wie Gottfried Wilhelm Leibniz notierten die gewaltige Arbeit – beide standen miteinander in Briefaustausch. Gottlieb Stolles Kurtze Anleitung zur Historie der Gelahrheit (Halle: Neue Buchhandlung, 1718) sollte mit Neuausgaben und Erweiterungsbänden Reimmanns Arbeit wenig später als das besser gegliederte und modernere Werk in den Schatten stellen.
Reimmanns Position bleibt schwierig einzuordnen. Seine Ausführungen sind oft schulmeisterlich. Gegenüber der Bildung in den modernen belles lettres nahm er in seiner historia literaria eine ablehnende Haltung – gänzlich unterschieden sich etwa seine Bewertungen des Romans von denjenigen Stolles. Kurios lesen sich im Rückblick Reimmanns Versuche, über die vorsintflutliche Gelehrsamkeit genauere Auskunft zu geben, den Stand der Wissenschaften in den 1600 Jahren zwischen Adam und dem Untergang der seinerzeitigen Zivilisation zu ermessen. Modern liest sich demgegenüber sein Versuch einer Critique über das Dictionaire historique et critique des Mr. Bayle (1711) – die Auseinandersetzung mit Pierre Bayles revolutionärem Werk der Kritik an den historischen Wissenschaften. 1727 schrieb er die erste Historia philosophie Sinensis über chinesische Philosophie.
Reimmann widmete sich in späteren Jahren mit Nachdruck den theologischen Schriften. 1725 erschien seine Untersuchung des Atheismus, die Historia universalis atheismi et atheorum falso et merito suspectorum, 1731 sein Catalogus Bibliothecae Theologicae systematico-criticus – Schriften, die ihn heute unter die Denker der Frühaufklärung bringen. Er trat gegen den Pietismus des Jenaer Theologen Johann Franz Buddeus auf. Auch mit dem katholischen Domprediger in Hildesheim, Jesuitenpater Winand Hesselmann, geriet er 1730 aus Anlass des 200. Jahrestages der Augsburger Konfession in einen konfessionellen Streit.

## Werke (Auswahl)
- Critisirender Geschichts-Calender von der Logica. Frankfurt am Main 1699
- Poesis Germanorum … Bekandte und Unbekandte Poesie der Deutschen. Leipzig 1703
- Versuch einer Einleitung in die Historiam Literariam.  6 Bde. Halle/Saale 1708–13
- Versuch einer Einleitung in die Historie der Theologie.  Magdeburg u. Leipzig 1717
- Jakob Friedrich Reimmann: Historia universalis atheismi et atheorum falso et merito suspectorum (1725), mit einer Einleitung hrsg. von Winfried Schröder, frommann-holzboog, Stuttgart / Bad Cannstatt 1992.